# Rumänische Volleyballnationalmannschaft der Männer
Die rumänische Volleyballnationalmannschaft der Männer ist eine Auswahl der besten rumänischen Spieler, die die Federaţia Română de Volei bei internationalen Turnieren und Länderspielen repräsentiert.

## Geschichte

### Weltmeisterschaft
Bei der ersten Volleyball-Weltmeisterschaft 1949 belegten die Rumänen den fünften Platz. Auch 1952 verpassten sie die Medaillenränge als Vierter nur knapp. Vier Jahre später erreichten sie das Finale gegen die Tschechoslowakei. Nach zwei dritten Plätzen konnten sie diesen Erfolg 1966 wiederholen. Danach schnitten sie als Siebter und Sechster schlechter ab und 1978 und 1982 reichte es nur noch zu den Plätzen 13 und 15.

### Olympische Spiele
Das erste olympische Turnier 1964 in Tokio beendete Rumänien als Vierter. 1972 in München wurden die Rumänen Fünfter. 1980 in Moskau feierten sie mit dem Gewinn der Bronzemedaille ihren größten Erfolg.

### Europameisterschaft
Bei der ersten Teilnahme an einer Volleyball-Europameisterschaft belegten die Rumänen bei sechs Teilnehmern den letzten Platz. Im folgenden Jahr steigerten sie sich auf Rang vier. 1955 erreichten sie im eigenen Land das Endspiel gegen die Tschechoslowakei und drei Jahre später wiederholten sie den Erfolg in der Tschechoslowakei. 1963 fand die EM wieder in Rumänien statt und die Gastgeber gewannen gegen Ungarn ihren ersten kontinentalen Titel. Als Fünfter verpassten sie 1967 die Titelverteidigung. Bei den nächsten drei Turnieren wurden sie Dritter, Vierter und wieder Dritter. Danach schnitten sie mit Platzierungen zwischen fünf und acht allmählich schlechter ab und Ende der 1980er Jahre reichte es noch zu den Rängen zehn und zwölf. Nach zwei verpassten Turnieren belegten die Rumänen 1995 den neunten Platz. Anschließend konnten sie sich nur noch 2003 (Platz acht) qualifizieren.

### World Cup
Rumänien nahm 1965 und 1969 an den ersten beiden Turnieren des World Cup teil und belegte die Plätze sechs und sieben.

### Weltliga
In der Weltliga hat Rumänien noch nie gespielt.

### Europaliga
In der Europaliga erreichte Rumänien 2007 den zehnten Rang.